# Sophie Chauveau
Sophie Chauveau (* 12. Juni 1999 in Genf, Schweiz) ist eine französische Biathletin, die seit 2022 im Weltcup startet. Mit der Damenstaffel gewann sie 2024 den Weltmeistertitel.

## Sportliche Laufbahn

### Zweifache Juniorenweltmeisterin
Zunächst startete Sophie Chauveau ab Dezember 2016 im IBU-Junior-Cup, wo sie Anfang 2018 in Nové Město na Moravě ihre erste Podestplatzierung erzielte. Beim Olympischen Jugendfestival 2017 im türkischen Erzurum gewann sie mit der Mixedstaffel Silber und damit ihre erste internationale Medaille, im Jahr darauf war die Französin auch bei den Junioreneuropameisterschaften erfolgreich, sie wurde in Sprint und Verfolgung Dritte. 2019 war Chauveau erstmals auf Juniorenebene siegreich, mit Camille Bened und Lou Jeanmonnot gewann sie Gold im Staffelrennen der Jugend-WM. Zudem ergatterte sie die Bronzemedaille im Verfolger. Kurz darauf gab die Französin bei den Europameisterschaften ihren Einstand auf Seniorenebene und war mit Rang 8 im Einzel ziemlich erfolgreich. Ab 2019/20 lief sie regulär im IBU-Cup, erzielte aber mit Ausnahme eines 11. Ranges in Osrblie kaum Punkte.
Besser verlief die Saison 2020/21, am Arber stieg sie neben einem siebten Rang im Sprint erstmals mit der Mixedstaffel auf das Podest. Am Ende des Winters gab es in Obertilliach im Rahmen der Junioren-WM einen weiteren Staffelsieg, diesmal mit Camille Bened, Eve Bouvard und Paula Botet. Zudem bestieg sie zum Saisonschluss im Kurzeinzel von Obertilliach erstmals ein Podest im IBU-Cup. Auch die komplette Saison 2021/22 bestritt Chauveau auf dieser Ebene, beste Ergebnisse waren hierbei drei vierte Plätze in den Sprints von Osrblie, Lenzerheide und Ridnaun. Bei den Europameisterschaften verpasste die Französin mit der Mixedstaffel eine Medaille nur knapp, den Winter schloss sie als Siebte der IBU-Cup-Gesamtwertung ab.

### Schneller Aufstieg im Weltcup und Weltmeistertitel
Infolge des guten Vorwinters gab Chauveau Ende 2022 ihr Debüt im Biathlon-Weltcup, bei den Wettkämpfen von Kontiolahti erzielte sie die Ränge 37, 34 und 19 und lief damit von Anfang an in die Punkteränge. Dies wurde noch deutlicher, als sie bei ihrem Heimweltcup in Le Grand-Bornand mit einer späten Startnummer Vierte des Sprints wurde und dieses Ergebnis in Verfolgung und Massenstart mit den Plätzen 8 und 5 klar bestätigte. Auch im Sprint auf der Pokljuka ging es in die Top 10, im Staffelrennen von Ruhpolding übernahm sie das Rennen in Führung liegend, schoss aber im Stehendanschlag zwei Strafrunden und fiel auf Rang sechs zurück. In einem IBU-Cup-Rennen erzielte die 22-Jährige hinter Tilda Johansson einen zweiten Platz im Sprint. Bei den Weltmeisterschaften lief die Französin im Verfolger auf den neunten Platz, im dritten Trimester hingegen fielen vor allem ihre Schießleistungen ab und sie erreichte nur noch ein einziges Top-20-Resultat. Trotzdem schloss Chauveau ihre erste Weltcupsaison als 21. der Gesamtwertung ab.
Um einen weiteren Rang konnte sie sich in der Saison 2023/24 im Gesamtweltcup verbessern. Zwar verbaute sie sich mit ihrer schwachen Schießquote im Stehendanschlag oft bessere Platzierungen, trotzdem standen in Einzelrennen vier Top-10-Ergebnisse zu Buche; darunter auch ihr erster Podestplatz, den sie in Oberhof als Dritte des Verfolgers erzielte. Mit der Damen- und Mixedstaffel gelangen der Französin im Verlauf des Winters zudem drei Weltcupsiege. Die größte Aufmerksamkeit bekam sie allerdings bei den Weltmeisterschaften 2024 in Nové Město na Moravě, wo Chauveau sowohl im Sprint als auch in der Verfolgung als Viertplatzierte eine Medaille knapp verpasste. Jedoch sicherte sie sich gemeinsam mit Lou Jeanmonnot, Justine Braisaz-Bouchet und Julia Simon im Staffelwettkampf den Weltmeistertitel, obwohl sie im Liegend- und Stehendanschlag jeweils eine Strafrunde schoss.

### Rückstufung in den IBU-Cup
Chauveaus Saison 2024/25 war von extremer Inkonstanz geprägt. Während sie im Dezember 2024 in Hochfilzen dank fehlerfreier Schießleistung den zweiten Rang im Sprint und damit ihr bestes Weltcupergebnis erreichte und auch mit der Staffel zwei Podestplätze erzielte, verpasste sie im gleichen Zeitraum in drei von sieben Rennen die Punkteränge. Daher wurde sie nach dem Jahreswechsel in den IBU-Cup zurückgestuft und lief auf dieser Ebene konstant unter die besten Zehn. Bei den Europameisterschaften gewann die Französin mit der Staffel die Silbermedaille, kurz darauf gewann sie in Ridnaun mit dem Massenstart ihr erstes Rennen im IBU-Cup. Im letzten Trimester war sie wieder Teil des Weltcupteams, kam aber nicht in die Nähe vorderer Platzierungen.

## Persönliches
Sophie Chauveau lebt in Bogève an der Staatsgrenze zur Schweiz.

## Statistiken

### Weltcupsiege
| Nr. | Datum         | Ort        | Disziplin      |
| --- | ------------- | ---------- | -------------- |
| 1.  | 7. Jan. 2024  | Oberhof    | Staffel 1      |
| 2.  | 10. Jan. 2024 | Ruhpolding | Staffel 2      |
| 3.  | 3. März 2024  | Oslo       | Mixedstaffel 3 |

### Weltcupplatzierungen
Die Tabelle zeigt alle Platzierungen (je nach Austragungsjahr einschließlich Olympische Spiele und Weltmeisterschaften).
- 1.–3. Platz: Anzahl der Podiumsplatzierungen
- Top 10: Anzahl der Platzierungen unter den ersten zehn (einschließlich Podium)
- Punkteränge: Anzahl der Platzierungen innerhalb der Punkteränge (einschließlich Podium und Top 10)
- Starts: Anzahl gelaufener Rennen in der jeweiligen Disziplin
- Staffel: inklusive Mixed- und Single-Mixed-Staffeln

| Platzierung               | Einzel | Sprint | Verfolgung | Massenstart | Staffel | Gesamt |
| ------------------------- | ------ | ------ | ---------- | ----------- | ------- | ------ |
| 1. Platz                  |        |        |            |             | 3       | 3      |
| 2. Platz                  |        | 1      |            |             | 2       | 3      |
| 3. Platz                  |        | 1      |            |             |         | 1      |
| Top 10                    | 1      | 4      | 1          | 3           | 6       | 15     |
| Punkteränge               | 3      | 9      | 14         | 9           | 6       | 41     |
| Starts                    | 7      | 18     | 14         | 9           | 6       | 54     |
| Stand: Saisonende 2024/25 |        |        |            |             |         |        |

### Weltcupwertungen

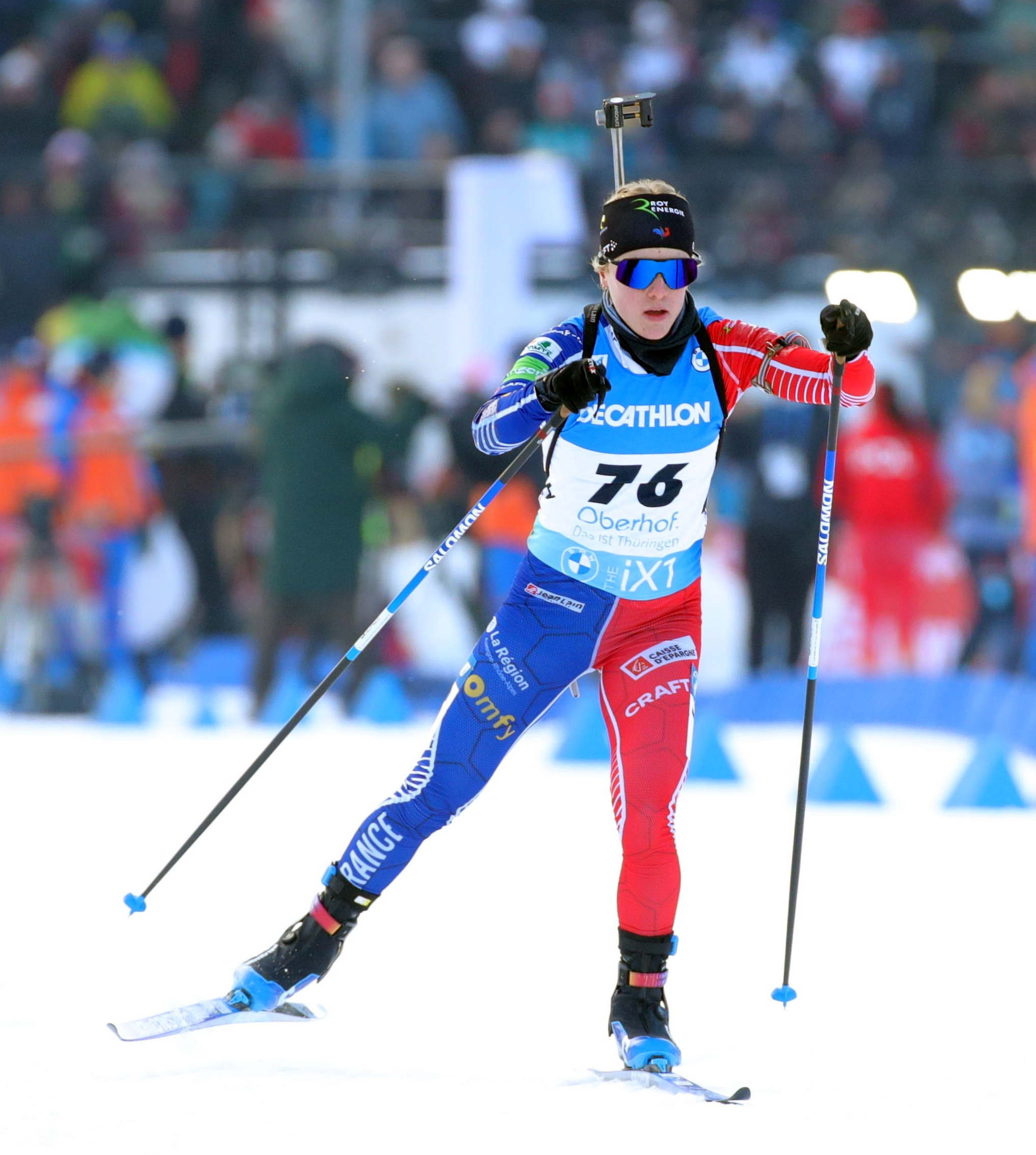
Chauveau bei den Weltmeisterschaften 2023

Ergebnisse bei Weltcups (Disziplinen- und Gesamtweltcup) gemäß Punktesystem.
| Saison  | Einzel | Einzel | Sprint | Sprint | Verfolgung | Verfolgung | Massenstart | Massenstart | Gesamt | Gesamt |
| Saison  | Platz  | Punkte | Platz  | Punkte | Platz      | Punkte     | Platz       | Punkte      | Platz  | Punkte |
| ------- | ------ | ------ | ------ | ------ | ---------- | ---------- | ----------- | ----------- | ------ | ------ |
| 2022/23 | 63.    | 4      | 22.    | 104    | 16.        | 127        | 15.         | 86          | 21.    | 321    |
| 2023/24 | 22.    | 46     | 23.    | 101    | 27.        | 80         | 10.         | 120         | 20.    | 347    |
| 2024/25 | –      | –      | 36.    | 75     | 37.        | 55         | 50.         | 20          | 41.    | 150    |

### Biathlon-Weltmeisterschaften
Ergebnisse bei den Weltmeisterschaften:
| Weltmeisterschaften | Weltmeisterschaften | Einzelwettbewerbe | Einzelwettbewerbe | Einzelwettbewerbe | Einzelwettbewerbe | Staffelwettbewerbe | Staffelwettbewerbe | Staffelwettbewerbe |
| Jahr                | Ort                 | Einzel            | Sprint            | Verfolgung        | Massenstart       | Frauenstaffel      | Mixedstaffel       | S.-M.-Staffel      |
| ------------------- | ------------------- | ----------------- | ----------------- | ----------------- | ----------------- | ------------------ | ------------------ | ------------------ |
| 2023                | Oberhof             | –                 | 27.               | 9.                | –                 | –                  | –                  | –                  |
| 2024                | Nové Město          | –                 | 4.                | 4.                | 18.               | 1.                 | –                  | –                  |

### Juniorenweltmeisterschaften
Ergebnisse bei den Juniorenweltmeisterschaften:
| Weltmeisterschaften | Weltmeisterschaften | Einzelwettbewerbe | Einzelwettbewerbe | Einzelwettbewerbe | Frauenstaffel |
| Jahr                | Ort                 | Einzel            | Sprint            | Verfolgung        | Frauenstaffel |
| ------------------- | ------------------- | ----------------- | ----------------- | ----------------- | ------------- |
| 2018                | Otepää              | 23.               | 10.               | 20.               | –             |
| 2019                | Osrblie             | 29.               | 5.                | 3.                | 1.            |
| 2021                | Obertilliach        | 33.               | 10.               | 22.               | 1.            |

### IBU-Cup-Siege
| Nr. | Datum        | Ort     | Disziplin      |
| --- | ------------ | ------- | -------------- |
| 1.  | 8. Feb. 2025 | Ridnaun | Massenstart 60 |